# 长喙大丁草
长喙大丁草（学名：Gerbera kunzeana），为菊科大丁草属下的一个植物种。